# Ace Ventura - Missione Africa
Ace Ventura - Missione Africa (Ace Ventura: When Nature Calls) è un film del 1995 scritto e diretto da Steve Oedekerk.
È il sequel di Ace Ventura - L'acchiappanimali (1994), e il secondo film del franchise di Ace Ventura. Jim Carrey riprende il ruolo del personaggio del titolo Ace Ventura, un detective specializzato nel recupero di animali dispersi, ed è stato convocato in Africa per localizzare un pipistrello scomparso. Ian McNeice, Simon Callow e Sophie Okonedo sono i coprotagonisti.

## Trama
Sconvolto per non aver potuto salvare un procione durante uno sfortunato incidente, l'acchiappa-animali Ace Ventura si ritira in un Ashram buddhista, per ritrovare la pace con se stesso. Qui lo viene a cercare Fulton Greenwall, addetto consolare della Nibia, che lo convince, anche grazie al capo dei monaci, desiderosi di liberarsi di lui, ad accettare un nuovo caso.
Ace si reca, quindi, nel fantomatico paese africano dove, dopo aver trasformato un normale viaggio in auto in una disavventura, conosce il console Vincent Cadby che, non prima di aver assistito a un fuori programma di Ace contro degli ospiti che indossavano pelli di animale, lo ragguaglia, anche se non del tutto, sul suo incarico: egli dovrà ritrovare un animale sacro della tribù dei pacifici Kakati scomparso per ragioni misteriose, e deve farlo prima del matrimonio tra la principessa della tribù e un guerriero dei litigiosi Wachootoo. Sembra, infatti, che senza gli auspici e la presenza dell'animale, si arriverebbe ad un sanguinoso scontro tra le tribù.
Dopo aver scoperto che l'animale da ritrovare è un pipistrello bianco, cosa che lo disgusta odiando lui tali animali, e dopo aver conosciuto i Kakati, Ace, con indagini non del tutto ortodosse, comincia a sospettare del proprietario di un safari park, Burton Quinn. Dopo varie peripezie, il detective riesce ad arrivare al suo uomo; convinto della sua intuizione, lo lega e lo interroga convincendosi infine, della sua innocenza. Abbandonato malamente da Quinn nella giungla, Ace viene narcotizzato con delle frecce da un misterioso assalitore. Risvegliatosi nel campo Kakati, Ace scopre di esser stato soccorso da questi ultimi e decide di andare dai Wachootoo, visto che le frecce che l'hanno colpito sembrano appartenere a loro. Ouda, stolto figlio del capo Kakati, lo accompagna per fargli da guida e interprete.
Una volta giunti al villaggio, i due vengono fatti prigionieri. Per colpa di Ouda, che traduce  erroneamente quanto detto da Ace, il detective deve sottoporsi a dure prove per aver salva la vita, come camminare sui carboni ardenti e lottare con un campione locale, il quale lo sconfigge facilmente, nello scontro della prova finale. Ciò nonostante, il comportamento di Ace diverte la tribù e fra le risate generali viene liberato insieme a Ouda. Mentre i due si allontanano, il capo Wachootoo spara ad Ace uno dei loro tipici dardi soporiferi che il folle detective confronta con quelli che l'avevano colpito il giorno prima, scoprendo che sono fatte con un legno diverso. Intuisce così che non sono stati i Wachootoo ad aggredirlo, e si dirige nel luogo dove si trova il legno usato per la freccia che lo colpì la prima volta.
Qui Ace scopre il rifugio di due pericolosi bracconieri (nominati in precedenza da Cadby, il quale aveva messo in guardia il detective in proposito), che tengono prigioniero il pipistrello. Mentre Ace escogita un trucco per impossessarsi del pipistrello, viene scoperto dai due e legato su una zattera che precipita in una cascata, ritrovandosi poi malconcio in un lago, dove viene quasi divorato da un coccodrillo. Salvatosi, incontra in una sorta di transizione mistica lo spirito del suo guru tibetano, che gli schiarisce le idee: capisce così che, in realtà, il rapimento di Shikaka, il pipistrello sacro, e il conseguente conflitto tra le tribù nasconde proprio le mire del console Cadby e di una multinazionale che vuole sfruttare il guano, fertilizzante naturale, di cui il territorio dei Kakati è ben munito.
Ace si reca dal console, che è in combutta con i due bracconieri, spiegandogli di aver capito il suo piano. Cadby, tuttavia, non si scompone, rivela inoltre di aver assoldato Ace come alibi per aver cercato di fermare inutilmente la guerra e incarica i due scagnozzi di tenerlo prigioniero fino a mezzogiorno, orario in cui le due tribù si sarebbero scontrate se non avessero riavuto il sacro animale. Tuttavia, Ace aveva previsto una simile eventualità e sfodera il suo asso nella manica: riesce a farsi aiutare e liberare dagli animali della giungla, che irrompono nella proprietà, scatenando il caos generale. Cadby, vedendosi sconfitto, fugge con il pipistrello e Ace lo segue. Dopo un rocambolesco inseguimento, Ace riesce a mettere fuori gioco Cadby e ad afferrare, nonostante il ribrezzo, Shikaka, consegnandolo allo sciamano appena in tempo per scongiurare il massacro tra Kakati e Wachootoo. Nel mentre, Cadby  riesce a scappare, ma viene stuprato da un gorilla in calore che ha scambiato i suoi sospiri di sollievo per il richiamo amoroso di un suo simile.
La scena finale vede Ace tranquillo ospite dei Kakati, mentre si stanno celebrando le nozze tra la principessa e il guerriero. Dopo il matrimonio, però, lo sposo scopre che la sposa non è più illibata; Ace, colpevole di ciò, deve allontanarsi in tutta fretta.

## Produzione

### Riprese
Contrariamente al precedente film, dove vennero sfruttate solo le cittadine di Miami e Virginia Key per le riprese, per questa pellicola furono sfruttate numerose location negli Stati Uniti e in Canada ma non in Africa. A causa del successo del primo film, la Morgan Creek Entertainment Group ha dato all'attore protagonista Jim Carrey il potere di decidere il regista. Nell'aprile 1995, Carrey citò Steve Oedekerk, che aveva lavorato al predecessore del film come consulente per la sceneggiatura e aveva scritto la sceneggiatura di questo film, ma non aveva precedenti esperienze con la regia di lungometraggi. Spike Jonze voleva dirigere il film, ma Carrey lo rifiutò perché anche lui non aveva esperienza ma principalmente non lo conosceva abbastanza bene. Carrey afferma che questo è uno dei suoi più grandi rimpianti. Tuttavia, Carrey ha dichiarato di non pentirsi di aver arruolato Oedekerk per dirigere poiché erano amici con somiglianze creative, che includevano l'improvvisazione, il cambio di scene durante le riprese e una vasta comprensione del personaggio principale. Nel giugno 1995, le scene sono state girate nella Carolina del Sud. Il mese successivo, le riprese si sono svolte fuori Hondo, vicino a San Antonio, in Texas.
Parte del film è stata girata anche nella Columbia Britannica, in Canada. Il film è stato girato in Super 35. Carrey è stato pagato $ 10 milioni per il suo ruolo a causa dell'autorità di Oedekerk come regista.

## Distribuzione
A sua volta uscì nei cinema statunitensi il 10 novembre 1995 e italiani il 16 dicembre 1995.

## Accoglienza

### Botteghino
Il film ha esordito con 37804076 $ durante il weekend di apertura, conquistando il primo posto. A fine corsa, ha incassato 108385533 $ in Nordamerica e 104000000 $ nel resto del mondo, per un incasso complessivo di 212385533 $. 
A fronte di un budget di 30 milioni di dollari, Ace Ventura - Missione Africa è stato un grande successo finanziario.

### Critica
Su Rotten Tomatoes, il film ha un indice di gradimento del 21% basato su 29 recensioni, con una valutazione media di 4 su 10. Su Metacritic, il film ha ricevuto un punteggio medio ponderato di 45 su 100, basato su 17 critici, indicando "recensioni contrastanti o nella media". Il pubblico intervistato da CinemaScore ha assegnato al film un voto B+ su una scala da A a F.

## Riconoscimenti
- 1996 - ASCAP Award
  - Film al top del box office a Robert Folk
- 1996 - American Comedy Awards
  - Candidatura per l'attore più divertente in un film (ruolo principale) a Jim Carrey
- 1996 - Nickelodeon Kids' Choice Awards
  - Film preferito
  - Attore cinematografico preferito a Jim Carrey
- 1996 - MTV Movie Awards
  - Migliore performance maschile a Jim Carrey
  - Miglior performance comica a Jim Carrey
  - Candidatura per il miglior bacio a Jim Carrey e Sophie Okonedo
- 1996 - Razzie Award
  - Candidatura per il peggior prequel, remake, rip-off o sequel
- 1996 - Stinkers Bad Movie Award
  - Peggior sequel
  - Commedia più dolorosamente non divertente
  - Candidatura per il peggior film
  - Candidatura per il peggior attore a Jim Carrey
  - Candidatura per il sequel per cui nessuno chiedeva a gran voce